# Ligusticum pseudodaucoides
Ligusticum pseudodaucoides là một loài thực vật có hoa trong họ Hoa tán. Loài này được H. Peng & Y.Z. Wang mô tả khoa học đầu tiên năm 1998.